# برج الألماس
 برج الألماس هو ناطحة سحاب تقع بالقرب من  منطقة البورصة في  مدينة رمات غان بالقرب من تل أبيب في إسرائيل تحتوي على أكبر قاعة لتجارة الألماس في العالم، وتستوعب ما يصل إلى 1000 شخص. بارتفاع 115 مترًا و32 طابقًا، كان البرج أطول مبنى في رمات غان منذ اكتماله حتى عام 2000 ، عندما تجاوزه فندق ليوناردو سيتي تاور. كان أيضًا أطول مبنى في إسرائيل خارج تل أبيب عند الانتهاء منه عام 1992. البرج من تصميم المعماري إيلي جفرتزمان، ويعتبر البرج الرئيسي لبورصة الماس الإسرائيلية والطوابق العشرين الأولى مخصصة فقط لتجار الألماس.